# John Charles Vivian
John Charles Vivian (* 30. Juni 1887 in Golden, Colorado; † 10. Februar 1964 ebenda) war ein US-amerikanischer Politiker (Republikanische Partei) und von 1943 bis 1947 der 29. Gouverneur des Bundesstaates Colorado.

## Frühe Jahre und politischer Aufstieg
Nach der Grundschule besuchte John Vivian bis 1909 die University of Colorado. Danach studierte er an der Denver University bis 1913 Jura. Während des Ersten Weltkriegs diente er in der US-Marine. Danach war er sowohl juristisch als auch als Verleger tätig. Er gab die „Denver Times“ heraus und schrieb Gedichte für die Zeitung „Rocky Mountain News“.
Vivian war Mitglied der Republikanischen Partei. Zwischen 1914 und 1917 war er Anwalt seiner Heimatstadt Golden. Danach war er Bundesbeauftragter für die Lebensmittelverwaltung (Food Administration) im Jefferson County. Zwischen 1922 und 1932 war er Bezirksstaatsanwalt in diesem Bezirk. Von 1925 und 1929 arbeitete er zudem für das Justizministerium von Colorado. Im Jahr 1938 wurde er als Kandidat seiner Partei zum Vizegouverneur seines Bundesstaates gewählt. Dieses Amt hatte er bis 1943 inne. Nachdem der amtierende Gouverneur Ralph Lawrence Carr wegen seines Einsatzes für die inhaftierten Amerikaner japanischer Abstammung während des Zweiten Weltkrieges in politische Ungnade gefallen war, wurde statt seiner John Vivian für die Gouverneurswahlen des Jahres 1942 nominiert und dann auch von den Wählern in dieses Amt gewählt.

## Gouverneur von Colorado
Vivian trat sein neues Amt am 12. Januar 1943 an. Nach einer Wiederwahl im Jahr 1944 konnte er bis zum 14. Januar 1947 im Amt bleiben. In seiner Amtszeit wurden die Gehälter im öffentlichen Dienst um bis zu 18 % erhöht. Eine Dienstleistungssteuer wurde abgeschafft. Der Gouverneur setzte sich auch für den Umweltschutz und Sicherheitsmaßnahmen im Straßenverkehr ein. Ansonsten wurde er für eine sparsame Ausgabenpolitik (abgesehen von den Lohnerhöhungen) bekannt. Zu Beginn seiner Amtszeit war der Zweite Weltkrieg noch in vollem Gange. Nach dem Ende des Krieges musste die Produktion wieder auf den zivilen Bedarf zurückgefahren werden. Die heimkehrenden Soldaten mussten wieder in die Gesellschaft eingegliedert werden. Außerdem mussten die Invaliden und die Hinterbliebenen der Gefallenen versorgt werden.
Auch nach dem Ende seiner Gouverneurszeit blieb Vivian politisch aktiv. Im Jahr 1948 bewarb er sich, allerdings erfolglos, um einen Sitz im US-Senat. Danach war er noch im Vorstand eines Bürgerkomitees in Colorado. John Vivian starb im Februar 1964. Er war mit Maud Charlotte Kleyn verheiratet.